# Tainan City Football Club
Actualités
Le Tainan City Football Club, plus connu sous Tainan City Taiwan Steel pour des raisons de sponsoring et souvent appelé Taiwan Steel FC, est un club taïwanais de football fondé en 2016 et basé dans la ville de Tainan.

## Histoire
Le club est fondé en 2016 par la municipalité de Tainan. Il se qualifie pour la première édition de la Premier League 2017 où il termine à la dernière place. Le Tainin City FC doit participer aux play-offs pour l'édition 2018, qu'il termine à la première place et s'assurera une 5e place en Premier League 2018. Après une quatrième place lors de la saison 2019, le club est acquis par les aciéries de Taiwan Steel Group (TSG), avec l'apport de joueurs internationaux le club remporte son premier titre de champion de Taïwan en 2020.
Le club renommé Tainan City Taiwan Steel remporte ensuite cinq titres d'affilée.
Les titres de champion successifs qualifient le club pour la Coupe de l'AFC, il ne passera jamais la phase de groupe. En 2024-2025, dans la compétition qui remplace la Coupe de l'AFC, la nouvelle Challenge League de l'AFC, le Taiwan Steel FC parviendra à se qualifier pour les quarts de finale.

## Palmarès
| Compétitions nationales                                                  |
| ------------------------------------------------------------------------ |
| - Championnat de Taïwan (5) : - Champion : 2020, 2021, 2022, 2023, 2024. |